# Amblyolpium simoni
Amblyolpium simoni är en spindeldjursart som beskrevs av Jacqueline Heurtault 1970. Amblyolpium simoni ingår i släktet Amblyolpium och familjen Garypinidae. Inga underarter finns listade i Catalogue of Life.